# Mercedes González Hormaizteguy
María Mercedes González Hormaizteguy  (Uruguay, siglo XX - Uruguay, 21 de mayo de 2018) fue una química y profesora uruguaya especialista en investigación y desarrollo de fármacos. 
Profesora del Laboratorio de Química Orgánica Medicinal en el Instituto de Química Biológica de la Facultad de Ciencias de la Universidad de la República donde lideróel grupo de investigación en Química Medicinal de la Facultad de Ciencias desde los comienzos de la década del noventa, junto al doctor Hugo Cerecetto. Fue Investigadora Grado 5 del PEDECIBA Química y desde 2009 investigadora del Sistema Nacional de Investigadores de Uruguay.

## Trayectoria
En 1988 egresó de la Facultad de Química de la Universidad de la República como Química Farmacéutica. De 1992 a 1994 estudió en España con una beca de la Agencia Española de Cooperación Iberoamericana, en la Universidad de Navarra donde se doctoró en Farmacia con la investigación "Diseño, Síntesis y Evaluación Biológica de N, N'-Dióxido de Quinoxalina".
De regreso a Uruguay se desempeñó como Asistente y profesora Adjunta tanto en la Facultad de Química como en la Facultad de Ciencias, así como en actividades de las Comisiones Sectoriales de Enseñanza y de Investigación de la Universidad de la República. Desde 2009 fue investigadora del Sistema Nacional de Investigadores de Uruguay, autora de decenas de publicaciones científicas y creadora de varios procesos y productos farmacológicos patentados.

## Premios y reconocimientos
El 10 de noviembre del año 2010, le fue otorgardo el Premio Nacional L´ORÉAL-UNESCO “Por las mujeres en la ciencia 2010” por su proyecto "Hacia el desarrollo de fármacos seguros, eficientes y económicos para el tratamiento de enfermedades olvidadas: enfermedad de Chagas".  Su trabajo, vinculado a la Química medicinal, se orientó al diseño y la síntesis de compuestos antichagásicos, planteando estudios farmacológicos in vitro e in vivo, estudios de absorción, metabolización y toxicidad, entre otros.
En 2011 recibió el Premio Scopus Uruguay 2011 "un galardón que reconoce a los científicos afiliados a instituciones uruguayas que tengan el mayor número de trabajos publicados en los 18.000 títulos de la base SciVerse Scopus, índice h elevado, así como a aquellos científicos cuyos trabajos hayan recibido el mayor número de citas en los últimos años, en distintas áreas del conocimiento".